# Claroscuro (música)
Claroscuro (del italiano «chiaroscuro» que significa "claro-oscuro") es parte del bel canto. Es una técnica vocal de canto clásico originaria de Italia, en la que la parte "chiara" representa un sonido brillante (agudo y penetrante, como el sonido de una trompeta, —también llamado "formante del cantante"—) referido como "squillo", el cual se mezcla con un sonido o timbre oscuro llamado "scuro" (profundo y grave, como el sonido producido por la voz al hablar y bostezar simultáneamente —pero manteniendo una posición de prebostezo, nunca de bostezo pleno—). El sonido resultante es generalmente percibido como —con gran calidez y profundidad—. 
Esta manera de cantar es comúnmente utilizada en ópera. Dentro del canto operístico, especialmente el italiano, la vocal "a" proporciona un ejemplo de dónde el claroscuro puede ser usado: la vocal debe tener un sonido brillante italiano, así como profundidad y espacio en su pronunciación, lo cual se logra a través de una correcta articulación vocal y el uso adecuado de la respiración.

## Historia

### Orígenes
La creación inicial de esta técnica no esta clara porque el término fue solamente utilizado por compositores italianos del siglo XVIII. Algunos han argumentado que el concepto de claroscuro fue creado inicialmente en el siglo XIV o siglo XV.
Teóricos y compositores tempranos, como Zacconi en 1592, describieron en detalle su sonido vocal preferido, el cual concuerda con el estilo italiano claroscuro. Sus discusiones sobre un sonido "brillante" en la voz de pecho de un vocalista es posiblemente de las representaciones más tempranas sobre este estilo de canto. Muchos artistas como Giulio Caccini reforzarían las creencias de Zacconi; en su Le nuove musiche, Caccini describió el sonido ideal como "una voz completa y natural, evitando el falsete, y sin forzarla para complacer a otros". Muchos autores alemanes se hicieron eco sobre esta descripción del estilo ideal del canto italiano: por ejemplo, en el Syntagma musicum (1619, del teórico de música y compositor Michael Praetorius), que fue reiterado por Johann Andreas Herbst en 1642, y otra vez por Garaude tempranamente en el siglo XIX.
También en el siglo XIX, el cantante y profesor Manuel Garcia empezó a profundizar aún más en los cambios físicos y los retos de cantar con este estilo de canto italiano.

#### Usos tempranos
Este modo de cantar fue el tipo de calidad vocal ideal en los siglos XVIII y XIX para cantantes clásicos. La expresión "claroscuro" proviene de la escuela de canto italiana. La primera vez que este término fue utilizado fue en 1774, en el tratado de canto Pensieri e riflessioni pratiche sopra il canto figurato (de Giambattista Mancini), el cual fue más tarde traducido al francés, alemán, e inglés. Giambattista escribió escalas para ser practicadas lentamente y así dominar el arte de colorear frases musicales con esta técnica vocal.
El compositor y teórico Giovanni Battista Lamperti estableció al claroscuro como el sonido vocal ideal, creyendo que siempre tendría que estar presente cuando se cante. Esto es evidente en partituras escritas que alientan a los vocalistas a cantar con un sonido "claro, oscuro", bien sea a su propia discreción o cuando sea requerido por los compositores.

##### Usos modernos
Hoy en día, este estilo de canto se ha convertido en un estándar para los vocalistas modernos a la hora de cantar en géneros clásicos. Richard Miller, un profesor en el Conservatorio de Música Oberlin College, describe el claroscuro moderno como el "sonido artístico cultivado del cantante profesional altamente entrenado".

## Aplicación vocal
Las partes del cuerpo que están asociadas con la producción de esta técnica vocal son el tracto vocal y la laringe. El claroscuro se realiza mediante la mezcla de un sonido brillante (como el producido por una laringe en posición alta, —un sonido chillón, penetrante—), con un sonido oscuro como el de una laringe en posición baja (como al bostezar), y una resonancia oscura orofaríngea; todo ello funcionando en equilibrio (esto es: con una laringe estable, —que no suba ni baje en exceso, sino solo lo necesario—, de este modo el sonido resultante será homogéneo, y no tendrá los defectos de ser "engolado" —demasiado oscuro—, o "estridente" —demasiado claro o brillante: chillón—).
Para producir el efecto deseado, tendremos la laringe ligeramente baja y relajada, el velo del paladar elevado (posición de prebostezo), la lengua libre, sin tensiones, y una correcta técnica de apoyo del aire.
Además, una laringe estable facilita la transición de la voz de pecho hacia la voz de cabeza, sin que haya un quiebre evidente en la continuidad del sonido (que en cantantes inexpertos se expresa en forma de un "tropiezo brusco", como cuando la voz de pecho pasa a falsete abruptamente).
Por lo tanto, al cruzar el passaggio (pasaje) la coordinación de los músculos de la laringe (contracción de los músculos cricotiroideos) que alargan y tensan a los pliegues vocales, permitiendo la funcionalidad de la voz de cabeza, más (la contracción de los músculos tiroaritenoideos y vocales) los que acortan y aflojan a los pliegues vocales permitiendo la voz de pecho, al trabajar en armonía permiten la creación de la voz mixta, de esta manera el timbre se mantendrá homogéneo en la parte aguda con respecto a la parte grave o media de la voz.

## Ejemplos
- Franco Corelli - “L'amour… Ah! lève-toi, soleil!” de Roméo et Juliette
- Franco Corelli - “Vesti la Giubba” de Pagliacci
- Leontyne Price - “Chi il bel sogno di Doretta” de La Rondine
- Dolora Zajick - “O don fatale” de Don Carlo
- Enrico Caruso - “Recondita armonia” de Tosca
- Maria Callas - “Casta Diva” de Norma